# Wojownicy (cykl powieściowy)
Wojownicy – seria utworów fantastycznych (powieści i komiksów) autorstwa Kate Cary, Cherith Baldry, Victorię Holmes oraz Tui T. Sutherland, występujących pod wspólnym pseudonimem Erin Hunter. Główny cykl "Wojowników" składa się z pomniejszych serii, które bezpośrednio łączą się wydarzeniami, każda taka seria posiada własny podtytuł oraz składa się przeważnie z sześciu książek. Oprócz głównych serii dostępne są także nowele, superedycje, komiksy i przewodniki, których celem jest rozbudowanie indywidualnej postaci, wydarzenia, grupy lub innych wątków. Opowiada o kotach żyjących w dziczy, należących do pięciu samowystarczalnych klanów: Pioruna, Rzeki, Wiatru, Cienia i Nieba. W cyklu wiele razy są wspomniane drugoplanowe zorganizowane grupy kotów. Oprócz codziennego życia, polegającego na dbaniu o swój klan i pobratymców, seria skupia się również na radzeniu sobie z trudnościami losu oraz spełnianiem odwiecznych przepowiedni. Koty żyjące w leśnych klanach mocno trzymają się ustalonych w przeszłości zasad - Kodeksu Wojownika. Wierzą w życie po śmierci – Klan Gwiazdy, gdzie idą ich zmarli przodkowie, którzy za życia przestrzegali kodeksu. Zdrajcy klanów wędrują do miejsca zwanego Bezgwiezdną Ziemią bądź Mroczną Puszczą(odpowiednik piekła).
Pierwsza książka serii Wojownicy, „Ucieczka w dzicz”, została opublikowana 21 stycznia 2003 roku; do końca 2004 roku ukazała się cała pierwsza seria. Druga seria, „Nowa przepowiednia” ukazywała się w 2005 i 2006 roku. W 2007, 2008 i 2009 roku pojawiała się trzecia seria, „Potęga trójki”.
W latach 2009–2012 pojawiała się czwarta seria, „Omen gwiazd”. „Świt Klanów”, piąta seria, była publikowana w latach 2013-2015. Szósta seria, zatytułowana „Wizja cieni”, była wydawana w latach 2016-2018. W latach 2019–2021 ukazywała się seria siódma, „Złamany kodeks”. Od 2022 do 2024 roku wydana została ósma seria, „Bezgwiezdny klan”. 
W Polsce początkowo ukazały się jedynie dwie książki z pierwszej serii, „Na wolności” oraz „Ogień i lód”, wydane przez Amber (2004). 29 czerwca 2015 roku, pierwszy tom: Into The Wild (pod zmienionym tytułem „Ucieczka w dzicz”), został ponownie opublikowany przez Wydawnictwo Nowa Baśń. 1 marca 2016 roku pojawiła się reedycja drugiego tomu pt. „Ogień i lód”. 11 lipca 2016 wydano tom trzeci, „Las tajemnic”. 14 listopada 2016 roku wydano 4 część cyklu powieściowego – „Cisza przed burzą”. 4 kwietnia 2017 roku Wydawnictwo Nowa Baśń wydało 5 tom serii Wojowników „Niebezpieczna ścieżka”. Premiera 6 tomu („Czarna godzina”) w Polsce odbyła się 14 sierpnia 2017. 
Cykl "Wojownicy" osiągnął ogromny sukces. Został przetłumaczony na 37 języków i sprzedano ponad 50 milionów kopii książek. Niektóre tomy zostały bestsellerami na listach New York Times. Seria doczekała się oficjalnej gry na platformie Roblox, o nazwie Warrior Cats: Ultimate Edition. Utworzona strona internetowa poświęcona serii jest dostępna w aplikacji; zawiera wiele informacji na temat świata przedstawionego, ale ukazuje również dodatkowe eseje i prace graficzne fanów. Można znaleźć na niej link do oficjalnego sklepu internetowego, sprzedającego gadżety z "Wojowników", takie jak bluzy, kubki, zakładki czy figurki. 
Oficjalne konta w mediach społecznościowych "Wojowników" czynnie angażują się w społeczność fanów, publikując i udostępniając fanowskie dzieła. Sama społeczność fanów serii aktywnie tworzy własne rysunki, animacje, komiksy, gry oraz opowieści na podstawie tych książek - Osiągając przy tym ogromne sukcesy, gdzie animacje stworzone wspólnie przez fanów posiadają po kilka milionów wyświetleń na platformie YouTube. Wydawnictwo Nowa Baśń - tłumaczące cykl na język polski - trzykrotnie zorganizowało zlot fanów, który miał miejsce na festiwalu fantastyki Pyrkon w Poznaniu w roku 2022, 2023 i 2024. Na nazwanym przez wydawnictwo WOJOWNIKONIE w 2022 i 2023 gościła jedna z autorek "Wojowników", Victoria Holmes, zaś w 2024 była to Cherith Baldry. Na fanów czekał wywiad, zdjęcia oraz autografy z autorkami..

## Tytuły w serii
W serii ukazały się następujące tytuły:
| Lp.                                   | Tytuł w Polsce         | Tytuł oryginału        | Data wydania w Polsce                    | Data wydania w USA |
| ------------------------------------- | ---------------------- | ---------------------- | ---------------------------------------- | ------------------ |
| Warriors (Wojownicy)                  |                        |                        |                                          |                    |
| 1.                                    | Ucieczka w dzicz       | Into the Wild          | 2015 (Nowa Baśń)                         | 2003               |
| 2.                                    | Ogień i lód            | Fire and Ice           | 2016 (Nowa Baśń)                         | 2003               |
| 3.                                    | Las tajemnic           | Forest of Secrets      | lipiec 2016 (Nowa Baśń)                  | 2003               |
| 4.                                    | Cisza przed burzą      | Rising Storm           | listopad 2016 (Nowa Baśń)                | 2004               |
| 5.                                    | Niebezpieczna ścieżka  | A Dangerous Path       | kwiecień 2017 (Nowa Baśń)                | 2004               |
| 6.                                    | Czarna godzina         | The Darkest Hour       | lipiec 2017 (Nowa Baśń)                  | 2004               |
| The New Prophecy (Nowa przepowiednia) |                        |                        |                                          |                    |
| 1.                                    | Północ                 | Midnight               | grudzień 2017 (Nowa Baśń)                | 2004               |
| 2.                                    | Wschód księżyca        | Moonrise               | czerwiec 2018 (Nowa Baśń)                | 2005               |
| 3.                                    | Świt                   | Dawn                   | listopad 2018 (Nowa Baśń)                | 2005               |
| 4.                                    | Blask gwiazd           | Starlight              | luty 2019 (Nowa Baśń)                    | 2006               |
| 5.                                    | Zmierzch               | Twilight               | maj 2019 (Nowa Baśń)                     | 2006               |
| 6.                                    | Zachód słońca          | Sunset                 | listopad 2019 (Nowa Baśń)                | 2006               |
| The Power of Three (Potęga trójki)    |                        |                        |                                          |                    |
| 1.                                    | Widzenie               | The Sight              | styczeń 2020 (Nowa Baśń)                 | 2007               |
| 2.                                    | Mroczna rzeka          | Dark River             | marzec 2020 (Nowa Baśń)                  | 2007               |
| 3.                                    | Wyrzutek               | Outcast                | czerwiec 2020 (Nowa Baśń)                | 2008               |
| 4.                                    | Zaćmienie              | Eclipse                | wrzesień 2020 (Nowa Baśń)                | 2008               |
| 5.                                    | Długie cienie          | Long Shadows           | listopad 2020 (Nowa Baśń)                | 2009               |
| 6.                                    | Wschód słońca          | Sunrise                | luty 2021 (Nowa Baśń)                    | 2009               |
| Omen of the Stars (Omen gwiazd)       |                        |                        |                                          |                    |
| 1.                                    | Czwarty uczeń          | The Fourth Apprentice  | kwiecień 2021 (Nowa Baśń)                | 2009               |
| 2.                                    | Przemijające echa      | Fading Echoes          | maj 2021 (Nowa Baśń)                     | 2010               |
| 3.                                    | Szepty nocy            | Night Whispers         | wrzesień 2021 (Nowa Baśń)                | 2010               |
| 4.                                    | Znak księżyca          | Sign of the Moon       | listopad 2021 (Nowa Baśń)                | 2011               |
| 5.                                    | Zapomniana Wojowniczka | The Forgotten Warrior  | kwiecień 2022 (Nowa Baśń)                | 2011               |
| 6.                                    | Ostatnia Nadzieja      | The Last Hope          | sierpień 2022 (Nowa Baśń)                | 2012               |
| Dawn of the Clans (Świt Klanów)       |                        |                        |                                          |                    |
| 1.                                    | Szlak Słońca           | The Sun Trail          | listopad 2022 (Nowa Baśń)                | 2013               |
| 2.                                    | Uderzenie Pioruna      | Thunder Rising         | kwiecień 2023 (Nowa Baśń)                | 2013               |
| 3.                                    | Pierwsza Bitwa         | The First Battle       | czerwiec 2023 (Nowa Baśń)                | 2014               |
| 4.                                    | Gorejąca Gwiazda       | The Blazing Star       | sierpień 2023 (Nowa Baśń)                | 2014               |
| 5.                                    | Las Podzielony         | A Forest Divided       | styczeń 2024 (Nowa Baśń)                 | 2015               |
| 6.                                    | Ścieżka Gwiazd         | Path of Stars          | czerwiec 2024 (Nowa Baśń)                | 2015               |
| A Vision of Shadows (Mroczna Wizja)   |                        |                        |                                          |                    |
| 1.                                    | Misja Ucznia           | The Apprentice's Quest | grudzień 2024 (Nowa Baśń)                | 2016               |
| 2.                                    | Piorun i Cień          | Thunder and Shadow     | kwiecień 2025 (Nowa Baśń)                | 2016               |
| 3.                                    | Niebo w strzępach      | Shattered Sky          | sierpień 2025 (przedprzedaż) (Nowa Baśń) | 2017               |
| 4.                                    | Najciemniejsza Noc     | Darkest Night          | Niewydana w Polsce                       | 2017               |
| 5.                                    | Rzeka Ognia            | River of Fire          | Niewydana w Polsce                       | 2018               |
| 6.                                    | Wściekła Burza         | The Raging Storm       | Niewydana w Polsce                       | 2018               |
| The Broken Code (Złamany Kodeks)      |                        |                        |                                          |                    |
| 1.                                    | Zaginione Gwiazdy      | Lost Star              | Niewydana w Polsce                       | 2019               |
| 2.                                    | Cicha Odwilż           | The Silent Thaw        | Niewydana w Polsce                       | 2019               |
| 3.                                    | Skryte Cienie          | Veil of Shadows        | Niewydana w Polsce                       | 2020               |
| 4.                                    | Mroczna Otchłań        | Darkness Within        | Niewydana w Polsce                       | 2020               |
| 5.                                    | Bezgwiezdna Ziemia     | The Place of No Stars  | Niewydana w Polsce                       | 2021               |
| 6.                                    | Światło we Mgle        | A Light in the Mist    | Niewydana w Polsce                       | 2021               |
| A Starless Clan (Bezgwiezdny Klan)    |                        |                        |                                          |                    |
| 1.                                    | Rzeka                  | River                  | Niewydana w Polsce                       | 2022               |
| 2.                                    | Niebo                  | Sky                    | Niewydana w Polsce                       | 2022               |
| 3.                                    | Cień                   | Shadow                 | Niewydana w Polsce                       | 2023               |
| 4.                                    | Piorun                 | Thunder                | Niewydana w Polsce                       | 2023               |
| 5.                                    | Wiatr                  | Wind                   | Niewydana w Polsce                       | 2024               |
| 6.                                    | Gwiazda                | Star                   | Niewydana w Polsce                       | 2024               |

### Warriors: Super Edition (Wojownicy: Super edycja)
1. Firestar’s Quest (USA: 2007); tłumaczenie: Misja Ognistej Gwiazdy. (PL: 20 września 2018)
2. Bluestar’s Prophecy (USA: 2009); tłumaczenie: Przepowiednia Błękitnej Gwiazdy. (PL: 10 kwietnia 2019)
3. SkyClan’s Destiny (USA: 2010); tłumaczenie: Przeznaczenie Klanu Nieba. (PL: 8 lutego 2021)
4. Crookedstar’s Promise (USA: 2011); tłumaczenie: Obietnica Krzywej Gwiazdy. (PL: 7 lutego 2022)
5. Yellowfang’s Secret (USA: 2012); tłumaczenie: Tajemnica Żółtego Kła. (PL: 20 sierpnia 2019)
6. Tallstar’s Revenge (USA: 2013); tłumaczenie: Odwet Wysokiej Gwiazdy. (PL: 8 sierpnia 2020)
7. Bramblestar’s Storm (USA: 2014); tłumaczenie: Burza Jeżynowej Gwiazdy. (PL: 29 lipca 2024)
8. Moth Flight’s Vision (USA: 2015); tłumaczenie: Wizja Lotu Ćmy.
9. Hawkwing’s Journey (USA: 2016); tłumaczenie: Podróż Jastrzębiego Skrzydła.
10. Tigerheart's Shadow (USA: 2017); tłumaczenie: Cień Tygrysiego Serca
11. Crowfeather’s Trial (USA: 2018); tłumaczenie: Próba Wroniego Pióra. (PL: 27 stycznia 2023)
12. Squirrelflight’s Hope (USA: 2019); tłumaczenie: Nadzieja Wiewiórczego Lotu.
13. Graystripe's Vow (USA: 2020); tłumaczenie: Przysięga Szarej Pręgi.
14. Leopardstar's Honor (USA: 2021); tłumaczenie: Honor Lamparciej Gwiazdy.
15. Onestar's Confession (USA:2022); tłumaczenie Wyznanie Pojedynczej Gwiazdy.
16. Riverstar's Home (USA: 2023); tłumaczenie: Dom Rzecznej Gwiazdy.
17. Ivypool's Heart (USA: 2024); tłumaczenie: Serce Bluszczowej Sadzawki.

### Warriors: Manga (Wojownicy: Manga)
1. Zbiór "Graystripe's Adventure" (pol. "Przygoda Szarej Pręgi"):
  1. The Lost Warrior (USA: 2007); tłumaczenie: Zagubiony wojownik. (PL:3 marca 2020)
  2. Warrior’s Refuge (USA: 2007); tłumaczenie: Schronienie wojownika. (PL:26 maja 2020)
  3. Warrior’s Return (USA: 2008); tłumaczenie: Powrót wojownika. (PL:26 maja 2020)
2. The Rise of Scourge (USA: 2008); tłumaczenie: Bicz. Początek Legendy. (PL:10 kwietnia 2018)
3. Zbiór "Tigerstar and Sasha" (pol. "Tygrysia Gwiazda i Sasza"):
  1. Into the Woods (USA: 2008); tłumaczenie: Ucieczka w las. (PL:18 grudnia 2018)
  2. Escape from the Forest (USA: 2009); tłumaczenie: Szukając schronienia. (PL:18 lipca 2019)
  3. Return to the Clans (USA: 2009); tłumaczenie: Powrót do klanów. (PL: 21 listopada 2019)
4. Zbiór "Ravenpaw's Path" (pol. "Ścieżka Kruczej Łapy"):
  1. Shattered Peace (USA: 2009); tłumaczenie: Zmącony spokój. (Przetłumaczone)
  2. A Clan in Need (USA: 2010); tłumaczenie: Klan w potrzebie. (Przetłumaczone)
  3. The Heart of a Warrior (USA:2010); tłumaczenie: Serce wojownika. (Przetłumaczone)
5. Zbiór "SkyClan and the Stranger" (pol. "Nieznajomy w Klanie Nieba"): 
  1. The Rescue (USA: 2011); tłumaczenie: Ratunek. (Przetłumaczone)
  2. Beyond the Code (USA: 2011); tłumaczenie: Poza kodeksem. (Przetłumaczone)
  3. After the Flood (USA: 2012); tłumaczenie: Po powodzi. (Przetłumaczone)
6. A Shadow in RiverClan (USA: 2020); tłumaczenie: Cień w Klanie Rzeki.
7. Winds of Change (USA: 2021); tłumaczenie: Wiatry zmian.
8. Exile from ShadowClan (USA: 2022); tłumaczenie: Wygnanie z Klanu Cienia.
9. A Thief in ThunderClan (USA: 2023); tłumaczenie: Złodziej w Klanie Pioruna.

### Warriors: Field Guides (Wojownicy: Przewodniki po Terenie)
1. Warriors: Secrets of the Clans (USA: 2007); tłumaczenie: Sekrety Klanów.
2. Warriors: Cats of the Clans (USA: 2008); tłumaczenie: Koty Klanów.
3. Warriors: Code of the Clans (USA: 2009); tłumaczenie: Kodeks Klanów.
4. Warriors: Battles of the Clans (USA: 2010); tłumaczenie: Bitwy Klanów.
5. Warriors: Enter the Clans (USA: 2012); tłumaczenie: Wstęp do Klanów.
6. Warriors: Ultimate Guide (USA: 2013); tłumaczenie: Ostateczny Przewodnik.
7. Warriors: The Ultimate Guide: Updated and Expanded Edition (USA: 2023); tłumaczenie: Ostateczny Przewodnik: Zaktualizowana i Rozszerzona Edycja.

### Warriors: Novellas (Wojownicy: Nowele)
1. Zbiór "The Untold Stories" ("Nieopowiedziane historie"):
  1. Hollyleaf’s Story (USA: 2012); tłumaczenie: Opowieść Ostrokrzewiastego Liścia. (PL: 8 października 2024)
  2. Mistystar’s Omen (USA: 2012); tłumaczenie: Omen Mglistej Gwiazdy. (PL: 6 czerwca 2022)
  3. Cloudstar’s Journey (USA: 2013); tłumaczenie: Tułaczka Chmurnej Gwiazdy. (PL: 30 czerwca 2021)
2. Zbiór "Tales from the Clans" ("Opowieści z Klanów"):
  1. Tigerclaw’s Fury (USA: 2014); tłumaczenie: Furia Tygrysiego Pazura. (PL: 8 października 2024)
  2. Leafpool’s Wish (USA: 2014); tłumaczenie: Życzenie Liściastej Sadzawki. (PL: 30 czerwca 2021)
  3. Dovewing’s Silence (USA: 2014); tłumaczenie: Milczenie Gołębiego Skrzydła. (PL: 30 września 2022)
3. Zbiór "Shadows of the Clans" ("Cienie Klanów"):
  1. Mapleshade’s Vengeance (USA: 2015); tłumaczenie: Zemsta Klonowego Cienia. (PL: 24 kwietnia 2020)
  2. Goosefeather’s Curse (USA: 2015); tłumaczenie: Przekleństwo Gęsiego Pióra. (PL: 30 września 2022)
  3. Ravenpaw’s Farewell (USA: 2016); tłumaczenie: Pożegnanie Kruczej Łapy. (PL: 8 października 2024)
4. Zbiór "Legends of the Clans" ("Legendy Klanów"):
  1. Spottedleaf’s Heart (USA: 2017); tłumaczenie: Serce Nakrapianego Liścia.
  2. Pinestar’s Choice (USA: 2017); tłumaczenie: Wybór Sosnowej Gwiazdy.
  3. Thunderstar’s Echo (USA: 2017); tłumaczenie: Echo Piorunującej Gwiazdy.
5. Zbiór "Path of a Warrior" ("Ścieżka Wojownika"):
  1. Redtail’s Debt (USA: 2019); tłumaczenie: Dług Rudego Ogona.
  2. Tawnypelt’s Clan (USA: 2019); tłumaczenie: Klan Brunatnej Skóry.
  3. Shadowstar’s Life (USA: 2019); tłumaczenie: Życie Cienistej Gwiazdy.
6. Zbiór "A Warrior's Spirit" ("Duch Wojownika"):
  1. Pebbleshine’s Kits (USA: 2020); tłumaczenie: Kocięta Kamiennego Połysku.
  2. Mothwing’s Secret (USA: 2020); tłumaczenie: Sekret Ćmiego Skrzydła.
  3. Tree’s Roots (USA: 2020); tłumaczenie: Korzenie Drzewa.
7. Zbiór "A Warrior's Choice" ("Wybór Wojownika"):
  1. Daisy’s Kin (USA: 2021); tłumaczenie: Krewni Stokrotki.
  2. Blackfoot’s Reckoning (USA: 2021); tłumaczenie: Osąd Czarnej Stopy. (PL: 28 czerwca 2022)
  3. Spotfur's Rebellion (USA: 2021); tłumaczenie: Rebelia Plamistego Futra.